# Цеглед
Це́глед (угор. Cegléd) — місто в Угорщині, в медьє Пешт.

## Міста-побратими
- Вашвар, Угорщина[1]
- Влехіца, Румунія[1]
- Георгень, Румунія[1]
- М'єркуря-Чук, Румунія[1]
- Мюльдорф, Німеччина[1]
- Одоргею-Секуєск, Румунія[1]
- Плауен, Німеччина[1]
- Сфинту-Георге, Румунія[1]